# Arganier
Pour les articles homonymes, voir Argan.
Argania spinosa
Genre
Espèce
L’Arganier ou Argania spinosa L. (en berbère chleuh : ⴰⵔⴳⴰⵏ (argan) ou ⵜⴰⵔⴳⴰⵏⵜ (targant), en arabe maghrébin : أرݣان ou ارڨان (argan)) est une espèce de plantes à fleurs de la famille des Sapotaceae. C'est un arbre qui se caractérise par un tronc court, souvent noueux, avec des branches basses et des feuilles épineuses.
C'est un arbre endémique du Maroc, (où se trouve la quasi-totalité de sa population ; 20 millions d'arbres répartis sur 830 000 hectares) et de l'Algérie (dans la région de Tindouf),,. En raison de ses rôles de rempart contre l’érosion et l’avancée du désert saharien, et de ressource économique majeure pour les habitants de Souss-Massa, la vaste arganeraie de cette région bénéficie depuis 1988 du statut de réserve de biosphère dans le but de la protéger. Les exploitants locaux produisent à partir de son fruit l'huile d'argan qui a de multiples usages culinaires, pharmaceutiques ou cosmétiques.
De nombreux écrits montrent qu'il attire depuis longtemps la curiosité, par exemple chez Ibn al-Baitar au XIIIe, El Bekri au XIe, Al Idrissi au XIIe et Léon l'Africain au XVIe siècle. Au XVIIIe siècle, le botaniste danois Peter Schousboe étudie l'espèce, et l'intérêt des botanistes occidentaux a continué depuis.

## Dénominations
Nom scientifique : Argania spinosa (L.) Skeels.
Il était appelé précédemment Sideroxylon spinosum, puis Argania sideroxylon.
Noms vernaculaires : arganier, argane, argan (termes étant issus du mot berbère argan qui désigne soit l'espèce, soit le fruit (baie), soit l'huile tirée de son amande), bois de fer ou arbre de fer en raison de son bois à grain dense.
En berbère, l'arbre en lui-même, l'arganier, est appelé argan ou targant,.

## Taxonomie
Argania spinosa L. est une plante arbustive qui appartient à la famille des Sapotacées, une famille de plantes dicotylédones, dont l'Argania spinosa algéro-marocain et le Sideroxylon marmulano canarien constituent les taxons les plus septentrionaux.

## Description
L'arganier est un arbre aux rameaux épineux — d'où son nom spinosa qui signifie « épineux » — de 8 à 10 m de haut, aux feuilles atténuées en un court pétiole, très résistant et qui peut vivre de 150 à 200 ans[réf. nécessaire]. Il est parfaitement adapté à l’aridité du Sud-Ouest marocain et sa silhouette est caractéristique : cime large et ronde, tronc noueux, tortueux et assez court, souvent formé de plusieurs parties entrelacées.
L'arganier fournit un bois très dur, appelé bois de fer, utilisé essentiellement comme bois de chauffage. L'arganier possède des mécanismes qui limitent ou ralentissent la chute du potentiel foliaire et relèvent de la stratégie d'évitement[précision nécessaire]. L'arbre ne perd ainsi ses feuilles que transitoirement, en cas de grande sécheresse.

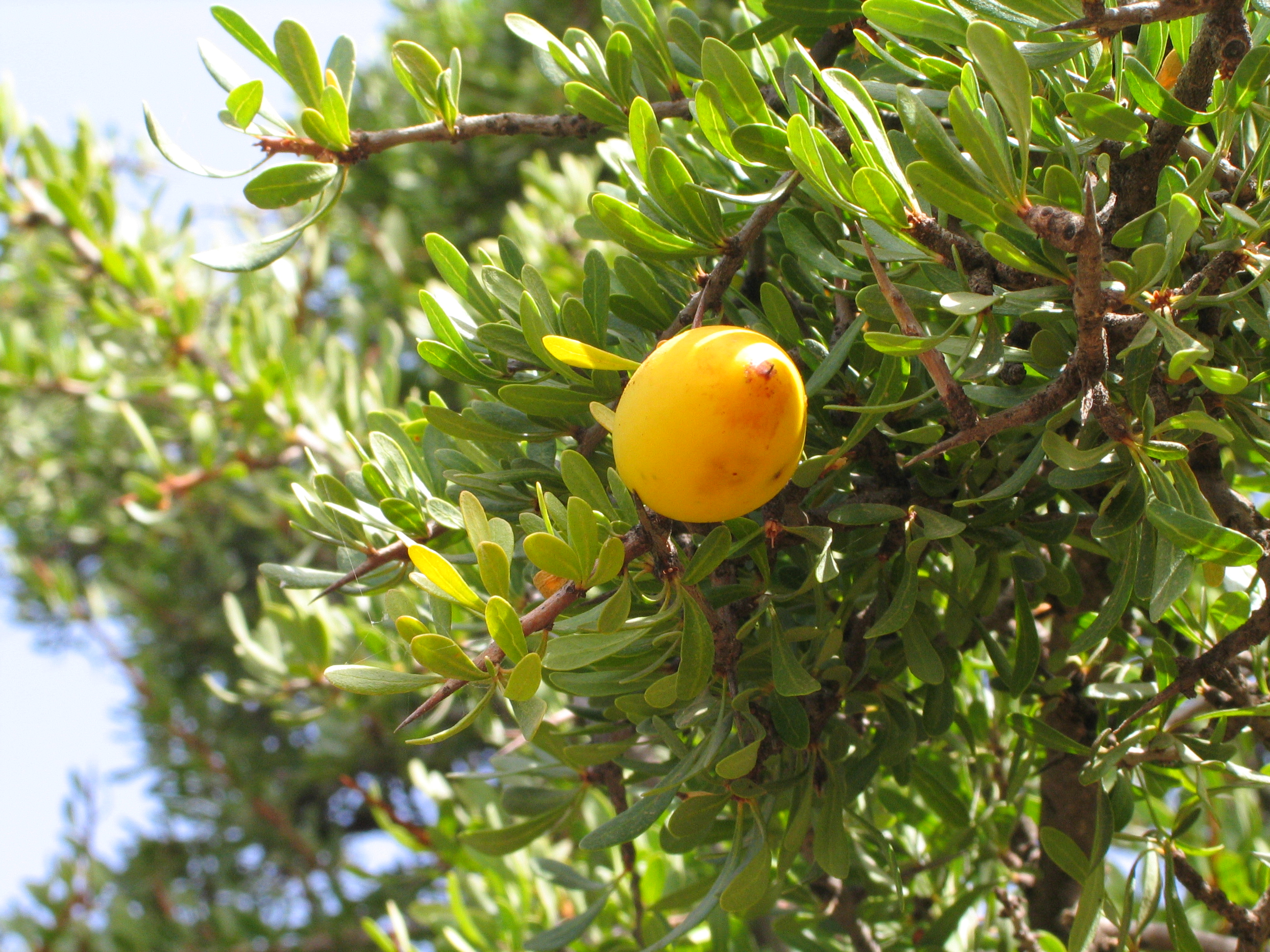
Fruit de l'arganier (région d'Essaouira, Maroc).

Les fleurs blanches à jaune verdâtre sont hermaphrodites, gamopétales à tube très court et sont réunies en glomérules. Elles apparaissent en mai-juin. Le fruit, l'« affiache », est une fausse drupe ovale, fusiforme de 30 mm de long environ[réf. nécessaire], jaune-brun à maturité contenant une noix très dure abritant deux ou trois « amandons ». Un arbre en produit environ 40 kg par an. Les feuilles, vert sombre et coriaces, sont consommées par les dromadaires et les chèvres qui grimpent dans les arbres, parfois jusqu'à huit mètres de hauteur, où elles mangent de jeunes pousses et le fruit, laissant le noyau qu'il contient, jouant ainsi un rôle essentiel dans l'écosystème local.
Son système racinaire est particulièrement profond mais dépourvu de poils absorbants (racines « magniloïdes »). Il profite d'une symbiose avec différents types de champignons pour pallier cette déficience, seuls ces derniers pouvant apporter les différents nutriments à l'arbre. La reproduction artificielle et la mise en culture de celui-ci nécessite ainsi l'inoculation de plusieurs espèces de champignons au niveau de ses racines.
L'aire géographique de l'arganier bénéficie d'une forte humidité, tant par les précipitations saisonnières que par une fraîcheur relative, que l'arganier piège et restitue au sol.

## Origines biogéographiques et histoire de l'arganier

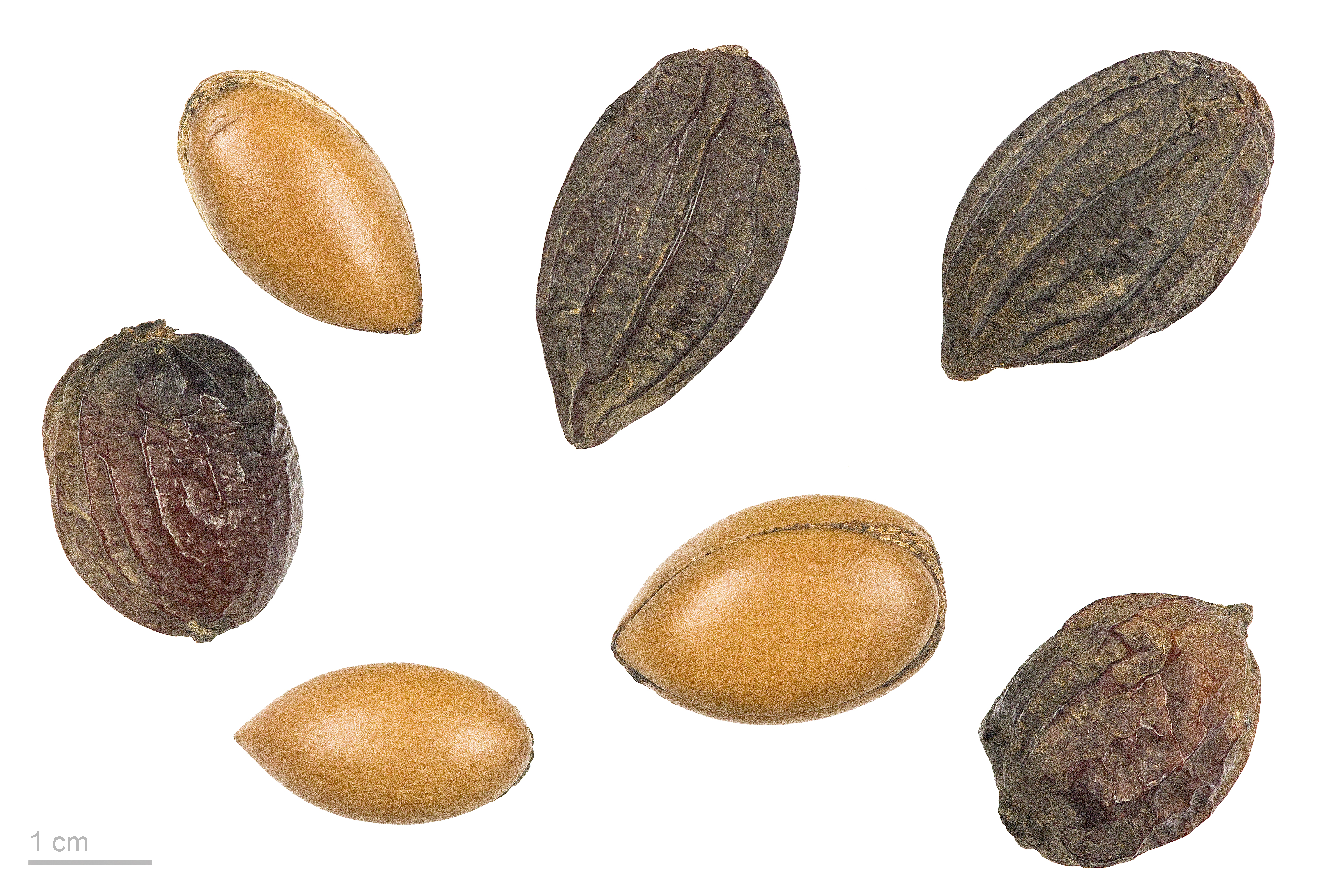
Argania spinosa - Muséum de Toulouse.

L'arganier semble être une espèce relique. Il se serait répandu au Maroc durant l'ère tertiaire alors que le climat était chaud et tempéré et qu'existait vraisemblablement une connexion entre la côte marocaine et les îles Canaries[réf. nécessaire]. Il se serait alors répandu sur de vastes étendues, du Maroc à l'Ouest de l'Algérie[réf. nécessaire].
Au quaternaire, il aurait été refoulé vers le sud-ouest lors de la phase glaciaire[réf. nécessaire]. Cela expliquerait l'existence actuelle de quelques colonies dans la région de Rabat (région de Khémisset), au nord du Maroc, près de la côte méditerranéenne dans les monts Béni-Snassen et au nord-ouest d'Oujda.
Slimane Aziki estime que des forêts d'arganiers plus vastes et denses existaient autrefois mais qu'elles ont été dégradées par l'homme et ses troupeaux domestiques.

## Répartition géographique
Au Maroc, cet arbre est le deuxième plus abondant des forêts du pays avec environ 20 millions d'arbres recensés répartis sur une surface de 830 000 hectares. L'arganier se retrouve dans le Souss sur le territoire des préfectures et provinces d'Agadir-Ida Outanane, d'Inezgane-Aït Melloul, de Chtouka Aït Baha, de Taroudant, de Tiznit, de Safi, à Essaouira, l'oued Tensift, l'oued Grou,, la Basse-Moulouya dans les monts Beni-Snassen au nord-est du pays,, et en lisière du Sahara, dans le Draa.
Autrefois, la forêt d'arganiers recouvrait le pays des environs immédiats de Safi jusqu'à l'oued Tensift, où il est aujourd'hui en voie de disparition. La présence de l'arganier avait notamment été constatée au sud de Mazagan (actuelle El Jadida). 
En Algérie, l'arganier est localisé à l'ouest du Sahara dans la hamada de Tindouf en plein cœur du Sahara nord-occidental algérien, entre les gorges hamadiennes du Drâa et les falaises de K’reb El-Hamada, et la dépression du nord de Tindouf. La distribution des populations a été déterminée sur la carte en trois unités hydrogéographiques : ce sont les périmètres : Touaref Bou-âam, Merkala, Targant. En 2012, l'arganier est introduit dans la wilaya de Mostaganem, avec la plantation de 1 200 arganiers. En 2025, la Direction générale des forêts (DGF) prévoit de planter 238 325 arganiers dans six wilayas principales : Tindouf, Béchar, El Bayadh, Naâma, Mostaganem et Chlef. À ce jour, 78 585 plants ont déjà été mis en terre.
Bien que reconnue depuis les travaux de Maire en 1939, la présence de l’arganier en Algérie n’a été établie que récemment au sein d’une « dépression en forme de petit ravin allongé »,. Peltier (1983) avait signalé que l’arganier existait dans le Sahara algérien « entre le Jebel Ouarkziz et la hamada de Tindouf et sur celle-ci ».

## Habitat et écologie

### Habitat

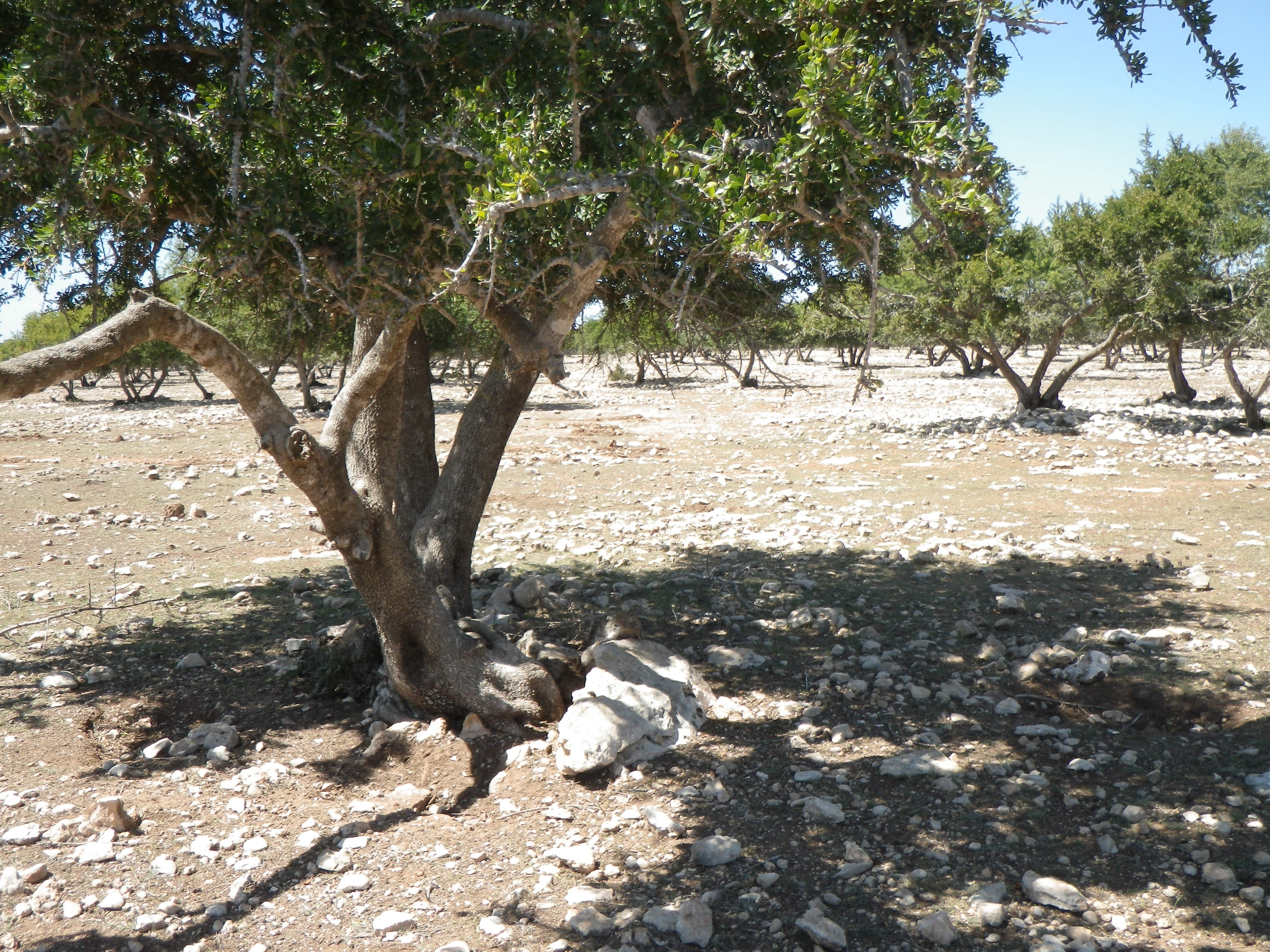
Arganeraie à Ounara (route d'Agadir km 33).

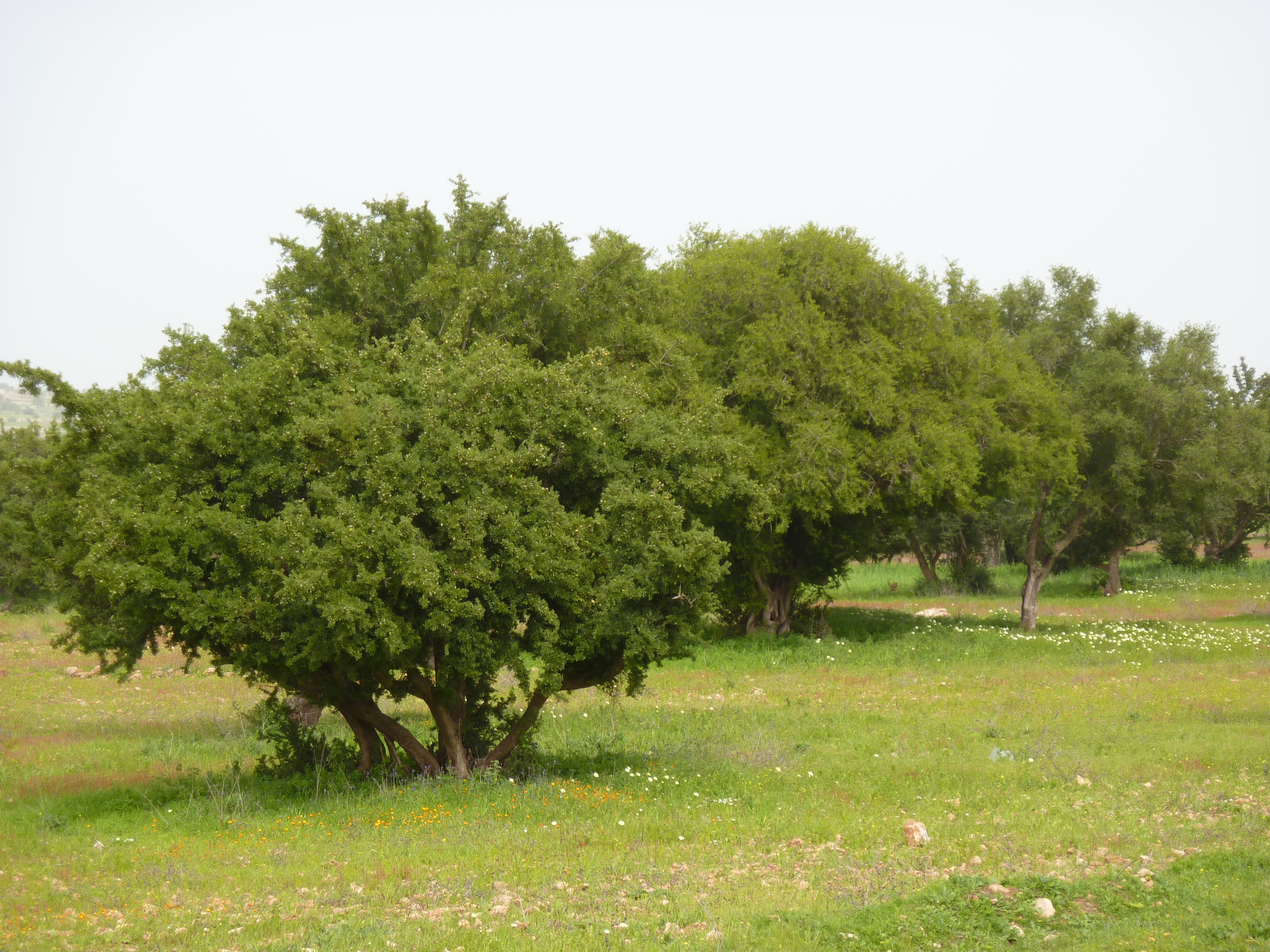
Arganier, région d'Essaouira, Maroc.

L'arganier se trouve dans des zones où la pluviométrie est très variable (annuellement et inter-annuellement). Il pousse depuis le niveau de la mer jusqu'aux environs de 1 500 m d'altitude. Peltier (1982) estime que l'actuelle arganeraie concerne plusieurs unités et étages bioclimatiques : bien que survivant dans des zones semi-arides fraîches et dans les zones sub-humides dans la montagne du Haut-Atlas (où l'air est relativement sec mais où il pleut plus et où la neige joue le rôle d'accumulateur-tampon d'eau régularisant les nappes), il s'épanouit dans les zones tempérées du Sud (plaine du Souss).
S'il est peu exigeant en matière de sol, il semble apprécier l'air humide (influence océanique), ses plus belles forêts (hauteur, densité et nombre d'arbres, vigueur et densité du feuillage et hauteur) sont établies sur le littoral marocain (entre Agadir et Essaouira).
L'arganeraie est très clairsemée en zone aride sur l'Anti-Atlas et notamment sur les versants donnant sur le Sahara.
Aujourd'hui, la plus grande concentration d'arganiers se trouve dans la région du Souss où elle couvre près de 800 000 hectares, soit 14,25 % de la forêt du Maroc. Dans cette région, l'arganier s'étend de l'oued Tensift au nord, à Tiznit et Tafraout au sud, et aux abords du djebel Siroua à l'est.
Depuis 1998, une zone de 830 000 hectares entre Agadir et Essaouira a le statut de « réserve de biosphère » octroyé par l’UNESCO pour protéger l'arganeraie, Réserve de biosphère de l'arganeraie.

### Utilité environnementale de l'arganier
Les caractéristiques physiologiques et écologiques de l'arganier en font l'arbre idéal pour lutter contre l’érosion et la désertification.
Dans les régions arides et semi-arides où il pousse, l'arganier est quasiment irremplaçable dans la conservation des sols et des pâturages et pour la lutte contre l'érosion et la désertification. Cet arbre joue un rôle capital dans la fertilisation des sols. L'arganier constitue ainsi le dernier rempart contre la désertification qui affecte le sud du Maroc et de l'Algérie.
Cette plante ligneuse protège le sol par l'ombre portée de sa cime dense dans les régions subdésertiques où l'ennemi principal de la végétation est la sécheresse et la dessiccation solaire. L'arganeraie assure la protection du sol contre l’érosion éolienne et contre le ruissellement favorisant ainsi l’infiltration des eaux de pluie qui alimentent les nappes phréatiques. L'’arganier est considéré dans les régions de l’extrême sud comme une ceinture verte contre la désertification. De ce fait, la destruction de cet écosystème entraînerait une désertification accrue et une forte pauvreté dans ces régions.
En 1999, l’arganeraie marocaine est classée par l’Unesco comme Réserve de biosphère.

## Traditions et usages

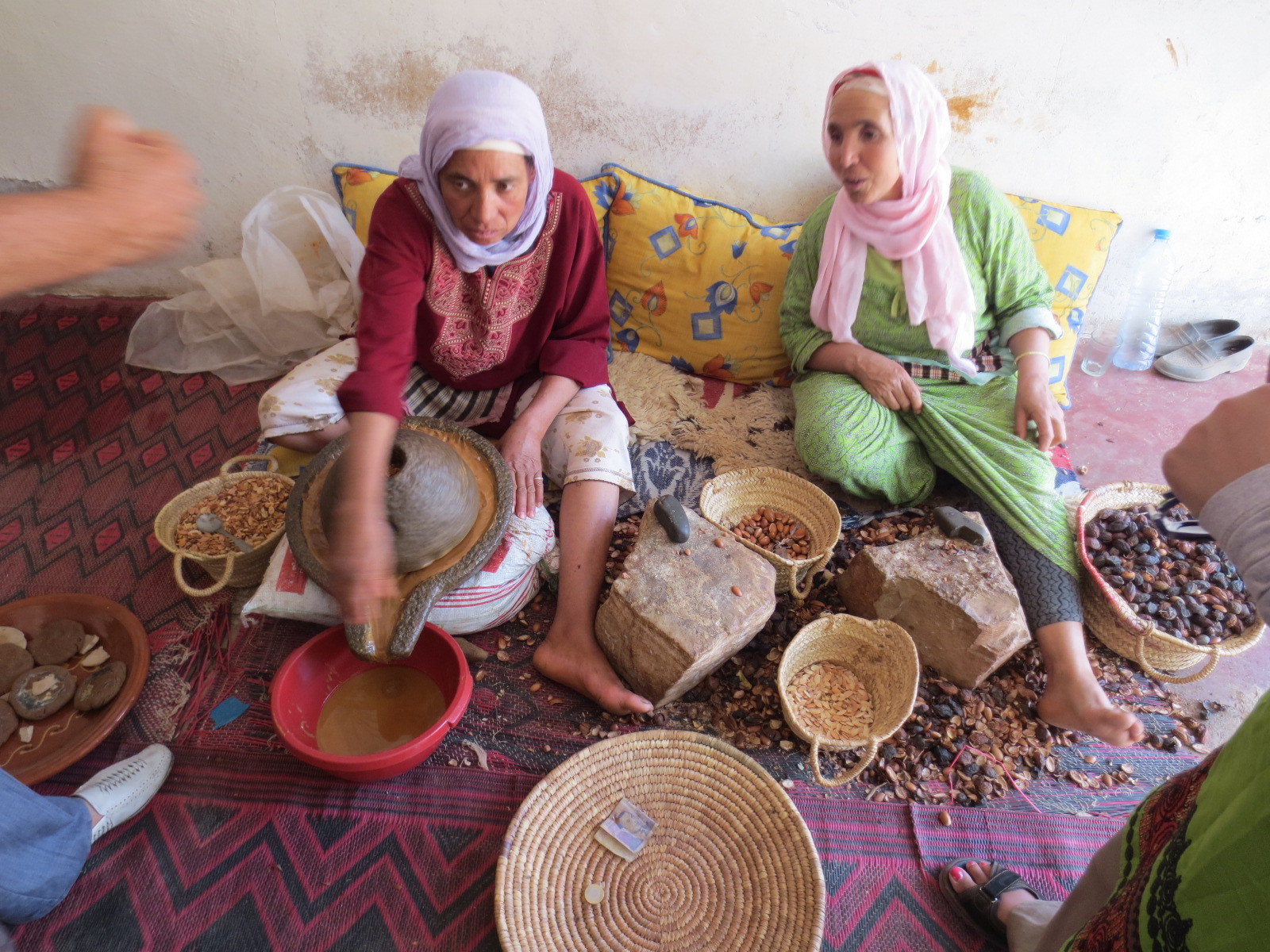
Fabrication artisanale d’huile d'argane.

Cet arbre traditionnellement mythique et sacré est considéré comme « le père de tous », don de Dieu. Mais c'est aussi parfois un « satan » (en tant que source de conflits d’usages). Il a une dimension magique qui a marqué divers rituels (annuels ou saisonniers) ; les horoms (sacres)[pas clair] qui prennent diverses formes selon les communautés.
L'huile d'argane est la production la plus connue de l'arganier.
C'est au Maroc, dans le sud-ouest du pays, que l'arganier est traditionnellement exploité par les Amazighs chleuhs de l’Atlas qui tirent profit de l’huile d'argane pour ses vertus alimentaires et cosmétiques.
Avec le thé, l’huile d’argane accompagnée de miel est offerte aux invités en signe d’hospitalité, dans la région du Souss. C'est notamment grâce à cette huile que l'on fabrique l'amlou, une spécialité culinaire amazighe de la région du Souss composée d'huile d'argan, d'amandes et de miel.

Des codes d'exploitation ont été créés par la coutume, parfois transcrits en règles écrites sur des planches (« louhs » chez les Berbères de l'arganeraie). Ainsi, les coupes non justifiées, sans accord préalable de l'assemblée locale, sont sanctionnées par des amendes. Les règles écrites sont conservées dans l'agadir (« grenier collectif fortifié ») communautaire.

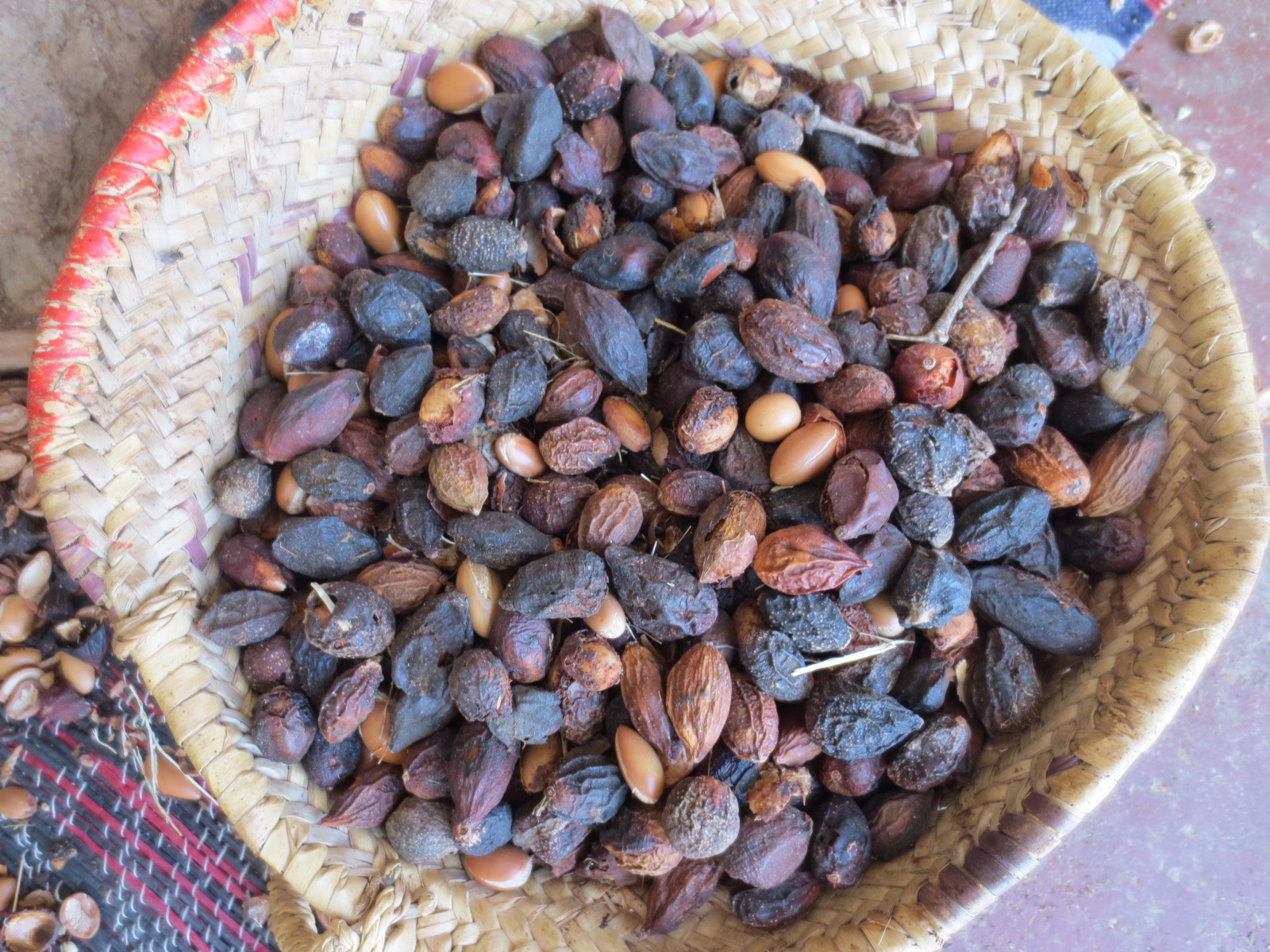
Noix d'argane abritant deux ou trois « amandons ».

L'huile d'argane fait l'objet d'une Indication géographique protégée, publiée au bulletin officiel no 5805 du 18 janvier 2010. Celle-ci certifie que l'utilisation du nom « huile d'argane » par une marque commerciale implique le respect d'un cahier des charges fixe. Les laboratoires Pierre Fabre ont enregistré dans les années 1980 le mot « argane » comme marque déposée, commercialisant sous ce terme une crème à base d’huile d'argan. Fin 2010, des négociations ont eu lieu entre le Maroc et l'Union Européenne pour faire reconnaître l'IGP en Europe. En décembre 2010, le tribunal de grande instance de Paris a annulé la marque « Argane » en première instance dans un litige opposant la société Pierre Fabre à la société Clairjoie. L'annulation de la marque a été confirmée par un arrêt de la Cour d'appel de Paris du 30 janvier 2013.
L'huile d'argane bénéficie d’une grande attention comme approche de prévention nutritionnelle pour prévenir le risque cardiovasculaire. Elle est utilisable en usage interne pour lutter contre les douleurs rhumatismales et articulaires, et l'hypercholestérolémie. En usage externe, elle permet de prévenir la surinfection des boutons de varicelle, l'acné, et de lutter contre la peau sèche et les vergetures.
Par ailleurs et vu l'importance des composés nutritionnels doués d’activités antioxydantes comme les carotènes, les polyphénols, les vitamines A, C et E dans l'arrêt du développement ou la progression de quelques cancers, l'huile d'argane, par sa richesse, notamment en gamma tocophérol, pourrait avoir une action antiproliférative. En effet, les études expérimentales récemment réalisées suggèrent que l'huile d'argane pourrait être d’un intérêt potentiel pour développer de nouvelles stratégies pour la prévention du cancer de la prostate[réf. nécessaire].
Les données actuelles de la recherche scientifique sur l’huile d'argane impliquent qu'elle contribue à un développement économique nouveau au Maroc et dans le monde entier.

## Production

### Technique et procédure traditionnelle de fabrication de l'huile
L’huile d'argan comestible est préparée à partir des amandes torréfiées, tandis que les amandes non torréfiées sont utilisées dans la production d'huile d'argan cosmétique.
Afin de faciliter l'exploitation de l'huile d'argan, les hommes ont recours aux chèvres qui se nourrissent des feuilles et des fruits de l'arbre en grimpant dessus. Le noyau du fruit est digéré par les chèvres puis peut être ensuite utilisé pour fabriquer l'huile. La coquille, très dure, est adoucie en passant dans l'intestin de l'animal et l'extraction est donc moins pénible. Il s'agit d'une technique de fabrication plus rapide que la méthode manuelle, qui elle implique de faire sécher les fruits au soleil avant le dépulpage à la main.
L’extraction traditionnelle de l’huile d’argan est pénible et demande un travail fastidieux. Une personne a besoin de 58 h de travail pour extraire 2-2,5 L de l’huile à partir de 100 kg de fruits secs,. Le taux de cette extraction est d’environ 45 % avec un rendement dérisoire qui dépasse rarement 3 % du poids de fruit,.
En 1985, il a été enregistré un brevet sur le premier procédé d’extraction mécanique. Cela a permis d’introduire la production mécanisée de l’huile d’argan dans les coopératives dans le sud-ouest du Maroc, afin de produire de grandes quantités d'huile d'argan de haute qualité. Grâce à cette technologie, 4-6 L d'huile peut être obtenue à partir de 100 kg de fruits secs après 13 h de travail par une seule personne,. Ce processus a présenté un grand pas en avant dans l’histoire de la production de l’huile d’argan. Il commence par le dépulpage des fruits, l’étape la plus laborieuse qui est réalisée mécaniquement à l’aide d’une « dépulpeuse-gratteuse ». Aucune innovation actuelle n’a été faite sur l’étape de concassage qui reste toujours manuelle. En revanche, l’étape de torréfaction est faite par des torréfacteurs à gaz qui remplacent la torréfaction manuelle, ce qui permet d’obtenir des amandes de couleur homogène. La mouture et le malaxage se font par une presse à froid où la température ne dépasse pas 60 °C lors de l’extraction de l’huile.

### La culture de l'arganier

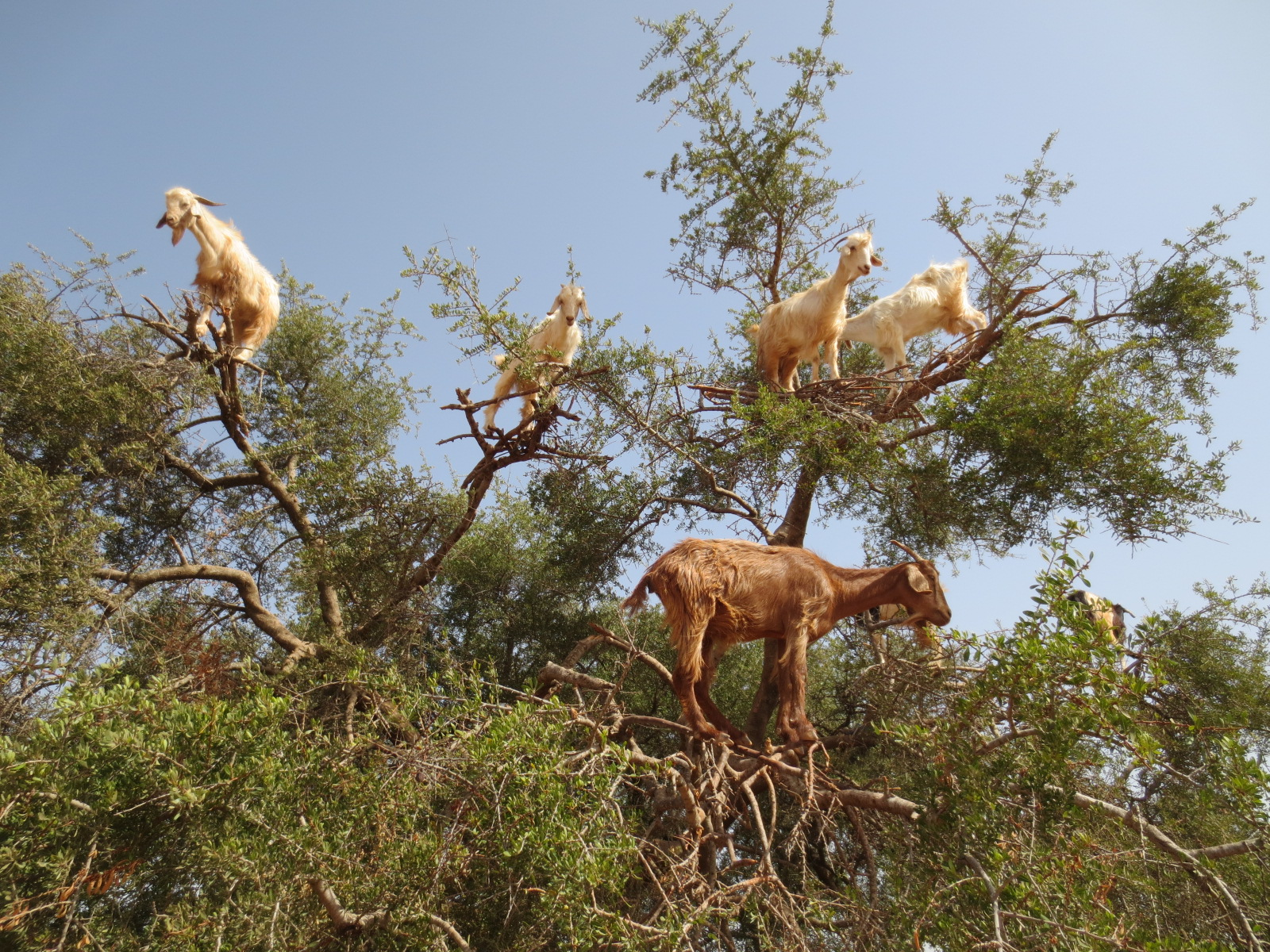
Chèvres dans un arganier, région de l'Atlas, Maroc. Cet arbre est aussi un « pâturage aérien » qui assure le fourrage de près de 2 millions de ruminants.

Les chiffres approximatifs de l'argan :
- 2 000 personnes travaillent dans les coopératives marocaines consacrées à l'huile d'argan[56].
- La production annuelle est de l'ordre de 2 500 à 4 000 tonnes[56].
- 800 000 hectares plantés en 1998. Perte de 600 ha/an de la surface plantée depuis le début du siècle dernier en arganiers[19].
- La densité d'arbres par hectare varie suivant la région : de 250 arbres par hectare à 150 km au nord d'Agadir dans l'Atlas et environ 40 arbres dans le désert bordant la région de Goulimine (Anti-Atlas)[38].
- Un arbre produit, chaque année, de 10 kg à 30 kg de fruits environ[56].
- Il faut environ 38 kg de fruits (affiache) ou bien 2,6 kg d'amandons pour produire 1 litre d'huile[38].
- Il croît quasi exclusivement au Maroc (très peu sur la frontière algérienne).

| No          | Pays        | Production (Mt) | Part mondiale |
| ----------- | ----------- | --------------- | ------------- |
| 1           | Maroc       | 10,52           | 73,9 %        |
| 2           | Mexique     | 0,77            | 0,8 %         |
| 3           | Tunisie     | 0,41            | 0,6 %         |
| 4           | Algérie     | 0,38            | 0,4 %         |
| 5           | Chine       | 0,19            | 0,2 %         |
| 6           | Libye       | 0,15            | 0,2 %         |
| 7           | France      | 0,10            | 0,01 %        |
| 8           | Somalie     | 0,3             | 0,009 %       |
| 9           | Russie      | 0,1             | 0,009 %       |
| 10          | Estonie     | 0,01            | 0,002 %       |
| Total monde | Total monde | 18,9            | 100 %         |

### Dangers et menaces autour de l'arganier
La reproduction naturelle de l’arganier en Algérie et au Maroc ne s’observe presque plus dans les sites naturels. La récolte quasi-totale des fruits pour produire l’huile d’argan et l’aridité croissante du climat sont telles que rares sont les fruits restés au sol qui germent encore, puis se développent. Dans certains cas isolés, on peut tout de même trouver de très jeunes plants d’arganiers : lorsque des animaux rejettent les graines, puis les enfouissent à faible profondeur dans des sédiments en bordure d’un oued, quand des écureuils les cachent dans des murettes, quand les fruits germent à l’abri d’une plante nurse épineuse.
Au rythme de sa régression, l'arganier est à terme menacé de disparition, et les signaux d'alarme se multiplient à propos de diverses formes d'agressions :
1. L'arganeraie régresse en termes de superficie et surtout de densité : en moins d'un demi-siècle, la densité moyenne de l'arganeraie nationale est passée de 100 arbres/ha à 30 arbres/ha, tandis que les superficies couvertes régressaient en moyenne de 600 hectares par an[59]. La construction de l'aéroport international d'Agadir au Maroc et de la route le reliant à Agadir ont détruit plus de 1 000 hectares des plus beaux massifs forestiers d’arganier d’Admin et de Mseguina[10].
2. L'aire de l'arganier se dégrade aussi sous l'effet conjugué de l'accroissement de la population (surtout autour d'Agadir)[39] et de l'apparition des cultures intensives (notamment le maraîchage sous serres).
3. L'utilisation « sauvage » du bois d'arganier pour produire du charbon de bois.
4. Le manque de collaboration entre les principaux acteurs (les gestionnaires forestiers et les chercheurs universitaires) pour mettre en place des projets de transplantation.
5. L'absence de moyens modernes de production de l'huile d'arganier et les mauvaises conditions de commercialisation de celle-ci.

#### Quelles perspectives pour l'arganier?
La problématique et l'enjeu sont donc actuellement, non seulement d'enrayer le processus de régression de l'arganeraie mais aussi de replanter une partie de ce qui a été perdu, afin que l'arganier redevienne un pivot dans un système agraire traditionnel fondé sur l'exploitation de l'arbre, l'élevage et la céréaliculture. Les problèmes de l'arganeraie étant essentiellement dus aux conséquences d'une interaction irrationnelle de l'homme avec son milieu environnant, il semble que toute politique de restauration de l'espèce, si elle veut connaître quelque chance de succès, doit obligatoirement s'attacher à rationaliser l'intervention de l'homme sur la nature, et donc s'articuler nécessairement autour des actions ou objectifs prioritaires suivants :
- information et sensibilisation des usagers mais aussi de toute l'opinion publique nationale, sur les spécificités, l'importance et l'intérêt de la conservation de cet arbre ;
- replantation et développement de l'arganier, par l'allocation des moyens nécessaires aux travaux de recherche scientifique en cours sur les techniques de reproduction et de transplantation, par la mise au point de techniques appropriées d'exploitation et de valorisation des produits de l'arganier ;
- ouverture sur des coopérations internationales, pour financer tous les projets de replantation, et il serait utile que le Maroc cherche des coopérations étrangères pour accélérer les replantations ;
- limiter l’exploitation de l’arganier par la mise en place d’un calendrier annuel, afin de laisser cet arbre se développer naturellement ;
- limiter l'exportation afin que les usagers puissent bénéficier des bienfaits de son huile, dont la raréfaction dans la région même de l'arganeraie interroge. Les bénéficiaires ne sont plus les producteurs et de moins en moins les consommateurs.

#### Les collectivités locales
La production d'huile d'argan représente une ressource économique très importante pour les coopératives actives dans l'arganeraie. Ces coopératives ont des méthodes de fonctionnement aussi variées qu'il en existe. Certaines ont des pratiques issues du commerce équitable et peuvent être en partie financées par de grands organismes.

### Espèce emblématique
Les régions de l'extrême sud considèrent l'arganier comme une ceinture verte contre la désertification.
L'arganier est la plante-emblème du royaume du Maroc. En 2014, le pays a inscrit « l'argan, pratiques et savoir-faire liés à l’arganier » sur la liste représentative du patrimoine culturel immatériel de l’humanité de l'Unesco.